# Noces sanglantes
Pour plus de détails, voir Fiche technique et Distribution.
Noces sanglantes (He Knows You're Alone) est un thriller américain réalisé par Armand Mastroianni et sorti en 1980.

## Synopsis
Pendant leur nuit de noces, des femmes sont traquées par un tueur en série. Le mari d'une femme tuée, un policier, essaie de se venger alors que le tueur s'attaque à une nouvelle victime. La mariée du jour dont l'époux est parti en voyage pour quelques jours est sceptique sur la réussite de son couple et se questionne sur la réalité imaginaire ou véritable des événements.

## Fiche technique
- Titre français : Noces sanglantes
- Titre original : He Knows You're Alone
- Réalisation : Armand Mastroianni
- Scénario : Scott Parker
- Musique : Alexander Peskanov et Mark Peskanov
- Genre : horreur, thriller
- Durée : 94 minutes
- Date de sortie :
  - États-Unis : 29 août 1980

## Distribution
- Don Scardino : Marvin
- Caitlin O'Heany : Amy Jensen
- Elizabeth Kemp : Nancy
- Tom Rolfing : Le tueur
- Lewis Arlt : Len Gamble
- Patsy Pease : Joyce
- James Rebhorn : Carl
- Tom Hanks : Elliot
- Dana Barron : Diane
- Paul Gleason : Daley